# Municipio de Elgin (Illinois)
El municipio de Elgin (en inglés: Elgin Township) es un municipio ubicado en el condado de Kane en el estado estadounidense de Illinois. En el año 2010 tenía una población de 100922 habitantes y una densidad poblacional de 1.195,83 personas por km².

## Geografía
El municipio de Elgin se encuentra ubicado en las coordenadas 42°1′34″N 88°19′6″O / 42.02611, -88.31833. Según la Oficina del Censo de los Estados Unidos, el municipio tiene una superficie total de 84.39 km², de la cual 82.73 km² corresponden a tierra firme y (1.98%) 1.67 km² es agua.

## Demografía
Según el censo de 2010, había 100922 personas residiendo en el municipio de Elgin. La densidad de población era de 1.195,83 hab./km². De los 100922 habitantes, el municipio de Elgin estaba compuesto por el 69.09% blancos, el 6.97% eran afroamericanos, el 1.32% eran amerindios, el 4.54% eran asiáticos, el 0.03% eran isleños del Pacífico, el 14.57% eran de otras razas y el 3.48% pertenecían a dos o más razas. Del total de la población el 38.77% eran hispanos o latinos de cualquier raza.